# Bowness (parish)
Bowness är en civil parish i Cumbria, i riksdelen England i Storbritannien.   Den har 1 126 invånare (2011).